# Thupten Yeshi
Ne doit pas être confondu avec Thubten Yeshe.
Thupten Yeshi (tibétain : ཐུབ་བསྟན་ཡེ་ཤེས, Wylie : thub bstan ye shes), né en 1950 et mort le 28 septembre 2024 à Lhassa (Tibet), est un prisonnier politique détenu 15 ans dans la prison de Drapchi pour avoir manifesté en  1992 dans la commune de Gyama, dans le comté de Meldro Gungkar.

## Biographie
Thupten Yeshi est né en 1950 dans une famille d'agriculteurs à Gyama Dhashar, dans le comté de Maldro Gungkar. De huit à quatorze ans, il est scolarisé à l'école primaire, avant de faire des travaux agricoles pour sa famille. Il se marie et rejoint la famille de son épouse à Gyama.
Après une manifestation à Gyama le 30 juin 1992, lors d'une « Campagne d’éducation socialiste et la Conférence de sélection du personnel » rassemblant près de 1 200 personnes, dont des dirigeants locaux, ou des agriculteurs ont pavoisé un drapeau tibétain de 2,5 mètres de long et en scandant des slogans tels que « Libérez le Tibet », « Les Chinois hors du Tibet » et « Longue vie au Dalaï Lama » Thupten Yeshi et quatre autres agriculteurs – Kunchok Lodroe, Lhundup, Sonam Rinchen et Sonam Dorjee sont arrêtés le 6 juillet 1992.
Thupten Yeshi est accusé d'être le meneur de la manifestation. Il est détenu 13 jours au centre de détention du comté de Meldro Gungkar avant d’être transféré au centre de détention de Gutsa, à l’est de Lhassa. Il y subit trois mois d’interrogatoires et de torture.
Le 20 octobre 1992, le tribunal populaire intermédiaire de Lhassa accuse les cinq agriculteurs de « complot contre-révolutionnaire » et d'« incitation à la propagande réactionnaire ». Sonam Dorjee et Kunchok Lodroe sont condamnés à 13 ans de prison, tandis que Thupten Yeshi, Lhundup et Sonam Rinchen sont condamnés à 15 ans de prison.
Le 20 novembre 1992, le groupe est transféré à la prison de Drapchi. Thupten Yeshi y est placé en isolement pour avoir récité le mantra Om mani padme hum et avoir refusé de se « réformer ». En février 1999, sa santé se détériore, il a de graves problèmes rénaux et des cloques apparaissent sur tout son corps, il doit être hospitalisé 17 jours à l’hôpital militaire de Xizang, près de Drapchi. Renvoyé en prison en mauvaise santé, Thupten Yeshi est libéré en 2007 à l'issue de sa peine de 15 ans de prison.
Sonam Rinchen, âgé d'une vingtaine d'années, est mort en prison en 1999, les tortures lui ayant provoquées une paralysie partielle. Kunchok Lodroe est libéré pour raisons médicales en 1996.